# Diplacina erigone
Diplacina erigone är en trollsländeart som beskrevs av Maurits Anne Lieftinck 1953. Diplacina erigone ingår i släktet Diplacina och familjen segeltrollsländor. Inga underarter finns listade i Catalogue of Life.